# Droit de veto au Conseil de sécurité des Nations unies
Le droit de veto au Conseil de sécurité des Nations unies est un droit accordé uniquement aux cinq membres permanents de ce Conseil (Chine, France, Royaume-Uni, Russie et États-Unis) qui leur permet de bloquer toute résolution « de fond  », quelle que soit l'opinion majoritaire au Conseil. Les cinq membres permanents exercent ce droit quand ils votent négativement, mais une abstention ou une absence n'est pas considérée comme un veto. Pour les votes concernant les questions de procédure, le droit de veto ne peut pas être exercé, ce qui permet ainsi au Conseil de pouvoir débattre d'un projet de résolution même s'il est fort probable qu'un des cinq y mette son veto.
Le droit de veto est controversé. Les analystes critiques du droit de veto estiment qu'il est l'élément le plus antidémocratique de l'ONU, et la principale cause d'inaction concernant les crimes de guerre et les crimes contre l'humanité, car il empêche effectivement l'ONU d'agir contre les membres permanents et leurs alliés. Ses partisans le considèrent comme un facteur de stabilité internationale, et un moyen de contrôler les interventions militaires.

## Histoire
Le système du veto a été établi pour protéger les intérêts des membres fondateurs des Nations unies qui étaient sortis victorieux de la Seconde Guerre mondiale. À la conférence de Dumbarton Oaks en 1944 qui a prévalu à la création de l'ONU, il a été décidé que les représentants de la république de Chine, des États-Unis, du Royaume-Uni, de l'Union soviétique et, « in due course », de la France seraient des membres permanents. La France, même battue et occupée par l'Allemagne nazie, avait joué un rôle primordial en tant que membre permanent de la Société des Nations, était une puissance coloniale de première importance et les activités des Forces françaises libres aux côtés des Alliés leur ont permis de s'asseoir à la même table que les Quatre Grands. L'octroi du droit de veto était notamment justifié par la volonté d'assurer la pleine participation des grandes puissances au sein de l'ONU, à long terme. Les expériences faites avec la Société des Nations - notamment les retraits de l'Allemagne, de l'Italie et du Japon, grandes puissances de l'époque - avaient transformé la SDN en une coquille vide. En évitant que ne se renouvellent de tels retraits, l'octroi du droit de veto devait garantir l'implication des grandes puissances et donc l'efficacité de l'ONU. Il est probable que l'un ou l'autre des membres permanents aurait pu quitter l'Organisation en l'absence du droit de veto.
En avril 2022, l'Assemblée générale des Nations unies met en place un système demandant une explication orale devant l'Assemblée générale dans les 10 jours ouvrables après chaque veto émis par un membre du Conseil de sécurité. Cependant ce texte n'induit pas de sanctions si cette justification n'est pas faite par l'État membre.

## L'article 27 de la Charte
L'Article 27 de la Charte des Nations unies spécifie que :
1. Chaque membre du Conseil de sécurité dispose d'une voix.
2. Les décisions du Conseil de sécurité, sur des questions de procédures, sont prises par un vote affirmatif de neuf membres.
3. Les décisions du Conseil de sécurité, sur toutes autres questions, sont prises par un vote affirmatif de neuf de ses membres, dans lequel sont comprises les voix de tous les membres permanents, étant entendu que, dans les décisions prises aux termes du Chapitre VI et du paragraphe 3 de l'Article 52, une partie à un différend s'abstient de voter.

Après la victoire de la révolution communiste en Chine, en octobre 1949, les États-Unis ayant imposé le maintien de la délégation de l'ancien gouvernement nationaliste au Conseil de sécurité, l'Union soviétique pratiqua en signe de protestation la politique de la "chaise vide". L'abstention avait alors valeur de veto. Mais les quatre autres grands lors du déclenchement de la guerre de Corée, en juin 1950, n'en tinrent pas compte et considérèrent que c'était au nom des Nations unies que l'administration Truman intervenait. Quand l'URSS décida quelques mois plus tard de reprendre son siège pour opposer catégoriquement un droit de veto, les Américains contournèrent la difficulté en faisant voter l'Assemblée générale où ils détenaient la majorité. La France a souvent pratiqué la politique de la chaise vide entre 1956 et 1964, pour diverses raisons. (Cf. Liste des États membres de l'ONU#Politique de la « chaise vide » ou retrait provisoire)
La réalité ne colle plus tout à fait à la lettre de la Charte puisque selon elle, tous les membres permanents doivent voter de manière affirmative pour qu'une résolution soit adoptée. Dans la pratique, depuis la guerre de Corée, seul un vote négatif est considéré comme un veto. L'abstention ou l'absence d'un membre permanent lors d'un vote au Conseil de sécurité a dans les faits valeur d'approbation. Ceci a l'avantage inattendu de permettre à un membre permanent d'exprimer son désaccord sur une décision sans pour autant la bloquer par son abstention.

## Les utilisateurs
Depuis la création de l'ONU, la majorité des vetos au Conseil de sécurité ont été exercés par l'Union soviétique. Entre 1946 et février 2022, sur 210 propositions de résolution bloquées par un veto, 117 ont fait l'objet d'un veto de l'URSS puis de la Russie (dont 13 conjointement avec la Chine) ; 82 des États-Unis (dont 22 avec le Royaume-Uni et/ou la France) ; 29 du Royaume-Uni (dont 24 avec les États-Unis et/ou la France) ; 16 de la France (dont 15 avec les États-Unis et/ou le Royaume-Uni) ; 16 de la Chine (dont 8 avec la Russie), incluant un usage du veto par la république de Chine (Taïwan) qui occupa le siège de la Chine jusqu'en 1971,,. Ce sont 76 %[Passage à actualiser] des vetos soviétiques et russes qui ont été émis avant la fin de la guerre froide, entre 1946 et 1991; 53 % des vetos américains ont bloqué une résolution concernant Israël; 45 vetos soviétiques ou russes ont bloqué une résolution américaine, tandis que 8 vetos américains ont bloqué une résolution soviétique ou russe.
Depuis la chute du mur de Berlin, les États-Unis ont été ceux qui ont le plus fréquemment utilisé ce droit de veto. En effet, entre 1946 et 2006, on constate une inversion entre les États-Unis et l'Union soviétique (puis la Russie) puisque, dans les trois premières décennies, les premiers ont utilisé ce moyen seulement 12 fois (dont aucune fois dans les deux premières décennies), contre 113 fois pour les seconds, alors que dans les trois dernières décennies les premiers en usèrent 70 fois, contre 10 fois pour les seconds (dont deux fois seulement dans la dernière décennie).
En 15 ans (entre 1989 et 2004), 27 vetos ont été mis dont :
- États-Unis : 18 fois (14 fois au sujet d'Israël, 1 fois au sujet de la Bosnie-Herzégovine, 1 fois au sujet du Panamá, 1 fois au sujet du Nicaragua, 1 fois au sujet de la Libye) ;
- Union soviétique puis Russie : 3 fois (2 fois au sujet de Chypre, 1 fois au sujet de la Bosnie-Herzégovine) ;
- France : 2 fois (1 fois au sujet de la Libye, 1 fois au sujet du Panamá) ;
- Royaume-Uni : 2 fois (1 fois au sujet de la Libye, 1 fois au sujet du Panamá) ;
- Chine : 2 fois (1 fois au sujet de l'Amérique centrale, 1 fois au sujet de la république yougoslave de Macédoine) ;

Fin février 2022, le veto a été utilisé 263 fois avec, par ordre d'importance :
- 117 fois par l'Union soviétique/Russie;
- 83 fois par les États-Unis ;
- 29 fois par le Royaume-Uni ;
- 18 fois par la Chine[5] ;
- 16 fois par la France.

Fin décembre 2020, le veto a été utilisé 258 fois avec, par ordre chronologique :
- 1945-1955 : 55 fois ;
- 1956-1965 : 26 fois ;
- 1966-1975 : 29 fois ;
- 1976-1985 : 55 fois ;
- 1986-1995 : 37 fois ;
- 1996-2005 : 13 fois ;
- 2006-2015 : 19 fois ;
- 2016-2020 : 24 fois.

Parmi ces vetos, un nombre important sont des refus d'admission de nouveaux membres, principalement par l'Union soviétique et surtout dans les deux premières décennies (membres généralement admis ultérieurement).

## Analyse par pays

### Union soviétique / Russie
Dans les premières années des Nations unies, le commissaire de l'Union soviétique et futur ministre des Affaires étrangères, Viatcheslav Molotov, a tellement bloqué de projets de résolution qu'il était surnommé « Monsieur Veto ». Dans les faits, l'Union soviétique est responsable de près de la moitié des vetos dans l'histoire des Nations unies, dont 79 dans les dix premières années (soit plus du tiers de la totalité). Il voulait empêcher l'admission de nouveaux membres car les États-Unis et les autres membres de l'ONU refusaient d'admettre les républiques socialistes soviétiques autres que la Biélorussie et l'Ukraine.
Depuis la chute de l'Union soviétique en 1991, la Russie est l'État qui a le plus utilisé son droit de veto : 29 fois (contre 16 fois pour les États-Unis et 15 fois pour la Chine). Par exemple, le 25 février 2022, un projet de résolution pour condamner l’attaque militaire russe en Ukraine et demandant le retrait immédiat des troupes russes est présenté par l'Albanie et les États-Unis. Il reçoit un vote contre, celui de la Russie, 11 votes pour et 3 abstentions (Émirats arabes unis, Chine et Inde). La Russie étant membre permanent du Conseil de sécurité a posé son droit de veto lui permettant de rejeter ce projet de résolution.

### États-Unis
Les États-Unis utilisent pour la première fois leur droit de veto en 1970, à propos de la crise en Rhodésie. Pendant la Guerre froide (1947-1991), les États-Unis sont le deuxième pays le plus important utilisateur du veto (une soixantaine de fois) derrière l'URSS, principalement contre des résolutions critiquant la politique d'Israël, à l'exception de la résolution 2334 du Conseil de sécurité votée en décembre 2016. C'est une cause de friction continuelle entre l'Assemblée générale et le Conseil de sécurité.

### Royaume-Uni
En 1956, avec la France, le Royaume-Uni utilise son veto contre une résolution sur la crise du canal de Suez. Ils finissent par se retirer de la zone après que les États-Unis ont provoqué une session d'urgence de l'Assemblée générale, comme le prévoit la résolution 377 de l'Assemblée générale.
Le Royaume-Uni a également utilisé unilatéralement son veto à sept reprises à propos de la Rhodésie.

### France
La France utilise son droit de veto de manière sporadique. Elle l'a utilisé seule pour la dernière fois en 1976 sur la question de l'indépendance des Comores, quand l'île de Mayotte resta sous souveraineté française grâce à un référendum local. Elle l'a utilisé pour la dernière fois collectivement, avec les États-Unis et le Royaume-Uni, en 1989, sur la question de l'invasion de Panama par les États-Unis.
La menace d'un veto français contre une nouvelle résolution sur l'Irak en 2003 et une entrée en guerre a été source de brouille diplomatique et politique entre la France et les États-Unis.

### Chine
Entre 1946 et 1971, le siège chinois au Conseil de sécurité est occupé par la république de Chine, exilée à partir de 1949 sur l'île de Taiwan. Durant cette période, le veto fut utilisé une seule fois par la Chine, pour s'opposer à l'admission de la Mongolie aux Nations unies. La république de Chine considérait que la Mongolie faisait partie intégrante de la Chine. Du fait de la pression soviétique, la Mongolie finit par entrer à l'ONU en 1960.
Après l'expulsion de la république de Chine en 1971, à la suite de la résolution 2758 de l'Assemblée générale des Nations unies, le premier veto de la république populaire de Chine sera exercé le 25 août 1972 contre l'admission du Bangladesh aux Nations unies. Jusqu'en 2017, la république populaire de Chine s'est servie 11 fois de son droit de veto, soit le nombre le plus faible parmi les membres permanents du Conseil de sécurité.

## Controverse

### Critiques
Le droit de veto a été critiqué pour plusieurs raisons. Le veto a pu être considéré comme un droit antidémocratique à l'ONU. Un seul pays peut empêcher une majorité du Conseil de sécurité de prendre des mesures. Par exemple, les États-Unis jettent régulièrement un veto isolé sur les résolutions critiquant l'État hébreu. Les membres permanents ont également opposé leur veto aux résolutions qui critiquent leurs propres actions. En 2014, la Russie a opposé son veto à une résolution condamnant son annexion de la Crimée. Selon Amnesty International les cinq membres permanents ont utilisé leur droit de veto pour « promouvoir leur intérêt politique ou leur intérêt géopolitique au-delà de l'intérêt de protéger les civils ».
Certains critiques considèrent que le droit de veto exclusif aux cinq membres permanents est anachronique, injuste ou contre-productif. Peter Nadin écrit : "Le veto est un anachronisme... Au XXIe siècle, le veto est devenu presque universellement considéré comme une puissance disproportionnée et un obstacle à une action internationale crédible en faveur de la résolution des crises. ». L'énorme influence du droit de veto a été citée comme une cause de l'inefficacité de l'ONU dans la prévention du génocide, de la violence et des violations des droits de l'homme,. Pour l'historienne Chloé Maurel, ce droit de veto est une grave entorse au caractère démocratique de l'ONU, et devrait être supprimé, puisqu'il est un privilège exorbitant indu et qu'il paralyse l'ONU.
Divers pays extérieurs aux membres permanents, tels que le Mouvement des pays non alignés et l'Union africaine, ont proposé des limites au droit de veto. La réforme du droit de veto est souvent incluse dans les propositions de réforme du Conseil de sécurité.
Le veto a été utilisé pour protéger les alliés des membres permanents et pour empêcher ou bloquer les opérations de maintien de la paix ou d'imposition de la paix de l'ONU. La menace d'un veto (également appelé veto "caché") peut encore avoir un effet même si un veto n'est pas réellement exprimé. En 1994, les États-Unis et la France ont tous deux menacé de veto concernant le génocide rwandais qui a empêché l'ONU d'entreprendre une intervention efficace, tandis qu'en 1998-1999, la Russie et la Chine ont menacé de veto pour empêcher l'intervention de l'ONU contre le nettoyage ethnique au Kosovo, et de nouveau en 2004 pour empêcher l'intervention dans le génocide du Darfour.

### Justifications
Les justifications du veto sont généralement fondées sur l'intérêt des membres permanents et sur l'idée que la paix et la sécurité ne sont possibles que si les grandes puissances travaillent ensemble. À la conférence de San Francisco, les arguments présentés par les membres permanents étaient les suivants : le droit de veto reflète les réalités politiques ; l'Organisation des Nations unies s'effondrerait si elle tentait de prendre des mesures coercitives à l'encontre d'un membre permanent ; le statut privilégié des cinq Etats membres permanents est lié à une responsabilité en matière de maintien de la paix et de sécurité internationale. Selon un auteur, quatre raisons étaient évidentes à la conférence : « 1) l'unanimité des membres permanents a été jugée indispensable à la paix; 2) les membres permanents doivent protéger leurs intérêts nationaux; 3) la nécessité de protéger les blocs minoritaires contre la domination des coalitions majoritaires; et 4) la volonté d'empêcher les résolutions imprudentes du Conseil de sécurité. En 1993, le ministre australien des Affaires étrangères, Gareth Evans, a écrit que le veto servait à empêcher l'ONU de s'engager dans des dossiers auxquels elle ne serait pas en mesure de donner suite en raison de l'opposition d'une grande puissance,.
Les partisans considèrent le veto comme une garantie importante dans les relations internationales. Thomas G. Weiss et Giovanna Kuele l'ont qualifié de « variation du serment d'Hippocrate: les décisions de l'ONU ne devraient pas faire de mal ». Le président russe Vladimir Poutine a salué la « sagesse profonde » des fondateurs de l'Organisation des Nations Unies, faisant référence au droit de veto comme le fondement de la stabilité internationale.

## Réforme
Les discussions en vue d'améliorer la réactivité de l'ONU évoquent souvent une réforme du droit veto du Conseil de sécurité de l'ONU. Les propositions comprennent : la limitation du recours au veto aux questions vitales de sécurité nationale ; le fait d'exiger l'accord de plusieurs États avant d'exercer son droit de veto ; l'abolition totale du droit de veto; et le fait d'entreprendre la transition stipulée à l'Article 106 de la Charte, qui exige que le principe du consensus reste en place.
Une réforme du droit de veto risque d'être très difficile. Les articles 108 et 109 de la Charte des Nations Unies accordent le droit de veto aux cinq Présidents des Etats membres permanents pour toute modification apportée à la Charte, leur demandant d'approuver toute modification du droit de veto du Conseil de sécurité des Nations Unies qu'ils détiennent eux-mêmes.
En 2013, la France a proposé l'autorégulation par les cinq membres permanents du Conseil de sécurité qui s'engageraient à s'abstenir de l'utiliser contre les mesures visant à mettre fin aux atrocités massives.
En 2024, les États-Unis proposent la création de deux sièges permanents au Conseil de sécurité pour des pays africains, en cas d’élargissement du Conseil de sécurité.

## Liste des vetos
| Année | Date         | Pays utilisant son veto | Vote (oui/veto/non ou abs) | Sujet |
| ----- | ------------ | ----------------------- | -------------------------- | --- |
| 2023  | 18 octobre   | États-Unis              | 12-1-2                     | Projet de résolution concernant une "pause humanitaire" entre le Hamas et Israël                                                                    |
| 2022  | 25 février   | Russie                  | 11-1-3                     | Projet de résolution condamnant l'invasion de l'Ukraine par la Russie et exigeant le retrait des troupes russes d'Ukraine                           |
| 2020  | 31 août      | États-Unis              | 14-1-0                     | Projet de résolution préconisant aux États Membres de prendre des mesures concernant les personnes impliquées dans les actes de terrorisme.         |
| 2020  | 10 juillet   | Russie Chine            | 13-2-0                     | Projet de résolution sur la situation au Moyen-Orient (Syrie).                                                                                      |
| 2020  | 7 juillet    | Russie Chine            | 13-2-0                     | Projet de résolution sur la situation au Moyen-Orient (Syrie).                                                                                      |
| 2019  | 20 décembre  | Russie Chine            | 13-2-0                     | Projet de résolution visant à renouveler le mécanisme d'aide humanitaire en Syrie.                                                                  |
| 2019  | 19 septembre | Russie Chine            | 12-2-1                     | Projet de résolution appelant à un cessez-le-feu humanitaire en Syrie.                                                                              |
| 2019  | 28 février   | Russie Chine            | 9-2-4                      | Demande de nouvelles élections et d'autorisation de passage d'aide humanitaire au Venezuela.                                                        |
| 2018  | 10 avril     | Russie                  | 12-2-1                     | Projet de résolution condamnant l'utilisation d'armes chimiques pendant la guerre civile syrienne.                                                  |
| 2018  | 26 février   | Russie                  | 10-1-4                     | Sanctions contre le Yémen. |
| 2017  | 18 décembre  | États-Unis              | 14-1-0                     | Résolution soumise au Conseil de sécurité de l'ONU condamnant la reconnaissance de Jérusalem comme capitale d'Israël par les États-Unis d'Amérique. |
| 2016  | 8 octobre    | Russie                  | 11-1-3                     | Projet de résolution français visant à instaurer une trêve en Syrie.                                                                                |
| 2015  | 29 juillet   | Russie                  | 11-1-3                     | Lettre datée du 28 février 2014 du représentant permanent de l'Ukraine à l'ONU adressée au président du Conseil de Sécurité.                        |
| 2015  | 8 juillet    | Russie                  | 10-1-4                     | Situation en Bosnie-Herzégovine. |
| 2014  | 22 mai       | Russie Chine            | 13-2-0                     | Saisie de la Cour pénale internationale par l'ONU concernant les crimes de guerre en Syrie                                                          |
| 2014  | 15 mars      | Russie                  | 13-1-1                     | Respect de l'intégrité territoriale de l'Ukraine |
| 2013  | Pas de veto  |                         |                            | |
| 2012  | 19 juillet   | Chine Russie            | 11-2-2                     | Condamnation de la répression en Syrie des protestations contre le régime                                                                           |
| 2012  | 4 février    | Chine Russie            | 13-2-0                     | Condamnation de la répression en Syrie des protestations contre le régime                                                                           |
| 2011  | 4 octobre    | Chine Russie            | 9-2-4                      | Condamnation de la répression en Syrie des protestations contre le régime                                                                           |
| 2011  | 18 février   | États-Unis              | 14-1-0                     | Arrêt de l'implantation israélienne en Cisjordanie                                                                                                  |
| 2010  | Pas de veto  |                         |                            | |
| 2009  | 15 juin      | Russie                  | 10-1-4                     | Extension de la Mission d'observation des Nations unies en Géorgie                                                                                  |
| 2008  | 11 juillet   | Chine Russie            | 9-2-4                      | Condamnation des violences du gouvernement au Zimbabwe contre des civils après les élections                                                        |
| 2007  | 12 janvier   | Chine Russie            | 9-2-4                      | Résolution sur le Myanmar |
| 2006  | 11 novembre  | États-Unis              | 10-1-4                     | Condamnation des opérations israéliennes à Gaza |
| 2006  | 13 juillet   | États-Unis              | 10-1-4                     | Sur la libération de prisonniers palestiniens par Israël                                                                                            |
| 2005  | Pas de veto  |                         |                            | |
| 2004  | 5 octobre    | États-Unis              | 11-1-3                     | Demande d'arrêt des tirs israéliens sur le nord de Gaza                                                                                             |
| 2004  | 21 avril     | Russie                  | 14-1-0                     | Fin de l'intervention de l'UNFICYP à Chypre |
| 2004  | 25 mars      | États-Unis              | 11-1-3                     | Condamnation de l'assassinat d'Ahmed Yassin leader du Hamas par l'armée israélienne                                                                 |
| 2003  | 14 octobre   | États-Unis              | 10-1-4                     | Condamnation de la construction de la Barrière de séparation israélienne en Cisjordanie                                                             |
| 2003  | 16 septembre | États-Unis              | 11-1-3                     | Décision israélienne de déplacer Yasser Arafat |
| 2002  | 20 décembre  | États-Unis              | 12-1-2                     | Condamnation de la mort d'employés de l'ONU par Israël et de la destruction du bâtiment du PMA                                                      |
| 2002  | 30 juin      | États-Unis              | 13-1-1                     | Renouvellement de la mission de maintien de la paix en Bosnie-Herzégovine                                                                           |
| 2001  | 14 décembre  | États-Unis              | 12-1-2                     | Départ d'Israël du territoire palestinien et condamnation de la violence contre les civils                                                          |
| 2001  | 27 mars      | États-Unis              | 9-1-4                      | Établissement d'une mission d'observation de l'ONU sur la protection des civils palestiniens                                                        |
| 2000  | Pas de veto  |                         |                            | |
| 1999  | 25 février   | Chine                   | 13-1-1                     | Extension de la mission de surveillance en Macédoine                                                                                                |
| 1998  | Pas de veto  |                         |                            | |
| 1997  | 21 mars      | États-Unis              | 13-1-1                     | Demande de la fin de la construction israélienne à Jabal Abu Ghneim à Jérusalem-Est                                                                 |
| 1997  | 7 mars       | États-Unis              | 14-1-0                     | Demande à Israël d'arrêt les constructions à Jérusalem-Est                                                                                          |
| 1997  | 10 janvier   | Chine                   | 14-1-0                     | Autorisation du déploiement de 155 observateurs pour vérifier le respect du cessez-le-feu au Guatemala                                              |
| 1996  | Pas de veto  |                         |                            | |
| 1995  | 17 mai       | États-Unis              | 14-1-0                     | Résolution sur les Territoires palestiniens occupés                                                                                                 |
| 1994  | 2 décembre   | Russie                  | 13-1-1                     | Résolution sur la Bosnie-Herzégovine |